# Paracyatholaimoides multispiralis
Paracyatholaimoides multispiralis är en rundmaskart som beskrevs av Gerlach 1953. Paracyatholaimoides multispiralis ingår i släktet Paracyatholaimoides och familjen Cyatholaimidae. Inga underarter finns listade i Catalogue of Life.